# Дабрица
Дабрица (серб. Дабрица / Dabrica) — село в общине Берковичи Республики Сербской Боснии и Герцеговины. Население составляет 128 человек по переписи 2013 года.

## Экономика
Основу экономики села составляет добыча бокситов: залежи были обнаружены ещё до Второй мировой войны. После Второй мировой войны из села началась массовая миграция, однако, с 1972 года предприятие «Бокситовые рудники Столаца» стало нанимать на работу местных уроженцев, обеспечив им солидный заработок и уровень обслуживания. Это позволило остановить миграцию из села, а предприятие стало мощным экономическим столпом общины Столац.